# Lista över Metz biskopar

Stiftet Metz vapensköld.

Metz romersk-katolska stift har en lång historia. Basilikan Saint-Pierre-aux-Nonnains från 600-talet, uppförd på platsen för en tidigare romersk basilika, utgjorde stiftets tidigare domkyrka. Detta kan vara platsen för en av de äldsta kristna församlingarna i Frankrike.

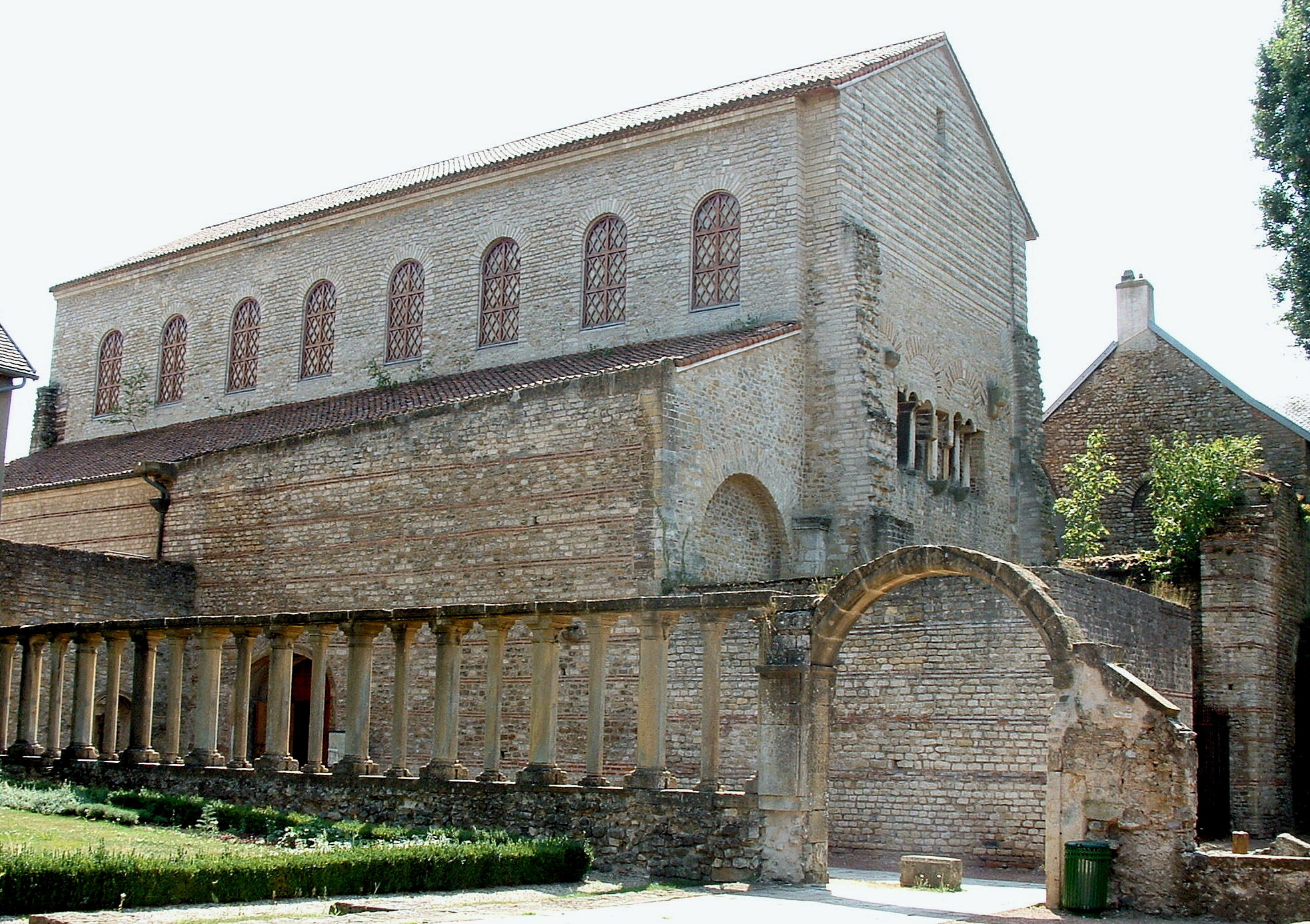
Basilikan och före detta domkyrkan Saint-Pierre-aux-Nonnains.

Senare flyttade stiftet in i den nuvarande Katedralen i Metz som grundlades 1220 och stod färdig cirka 1520.
Nedan är en lista över alla omnämnda biskopar i det katolska stiftet Metz som nu ligger i östra Frankrike.

## Fram till år 500
- Clemens av Metz (ca. 280–300)
- Celestius
- Felix I
- Patient
- Victor I 344–346
- Victor II
- Simeon
- Sambace
- Rufus av Metz
- Adelphus
- Firmin
- Legonce
- Auctor ca. 451
- Expiece
- Urbice
- Bonole
- Terence
- Consolin
- Romanus ca. 486
- Phronimius till 497
- Grammatius 497?–512

## Från år 500 till 1000
- Agatimber 512?–535
- Hesperius 525–542
- Villicus 542–568
- Peter 568?–578
- Aigulf eller Agilulf 590 or 591-601
- Gondulf 591-???  (han var möjligen bara domprost [2]).
- Arnoald el. Arnual el. Arnoldus 601–609 el. 611
- Pappolus 609?–614
- Arnulf 614–629 (Arnulfing)
- Goericus 629-644
- Godo 641?–652?
- Chlodulf, son till Arnulf, 652?–693? (Arnulfing)
- Albo[3] 696-707
- Aptatus 707-715
- Felix II 715-716
- Sigibald 716-741
- Chrodegang 742–766
- Angilram 768–791
- Gundulf 819 till 7 september 822
- Drogo 823–8 december 855
- Adventius 858 till 31 augusti 875
- Wala 876 till 12 april 882
- Robert I 883 till 2 januari 916
- Wigerich 917 till 19 februari 927
- Benno av Einsiedeln 927–929
- Adalbero I av Bar[4] 929 till 26 april 962
- Dietrich I 964 till 7 september 984
- Adalbero II av Övre Lorraine[5] 984 till 14 december 1005

## Från år 1000 till 1300
- Dietrich II av Luxembourg[6] 1006 till 30 april 1047
- Adalbero III av Luxembourg 1047 till 13 november 1072
- Hermann 1073 till 4 maj 1090
- Bruno av Calw 1088–1089
- Bouchard 1090
- Poppo av Luxemburg 1090–1103
- Adalbero IV 1090–1117
- Theoger av Saint George 1118 till 29 april 1120
- Etienne de Bar 1120 till 29 december 1163
- Dietrich III av Bar 1164 till 8 augusti 1171
- Hugo av Clermont 1171
- Friedrich av Pluyvoise 1171–1173
- Dietrich IV av Lorraine[7] 1173–1179
- Bertram 1180 till 6 april 1212 (1178-1179 även Stiftet Bremen)
- Conrad III av Scharfenberg 1212 till 24 mars 1224
- Johann av Aspremont 1224 till 10 december 1238
- Jacob av Lorraine[8] 1239 till 24 oktober 1260
- Philip av Lorraine-Florenges 1261–1264
- Wilhelm av Traisnel 1264 till 4 januari 1269
- Lorenz av Leistenberg 1270–1279
- John av Flandern[9] 1280 till 31 oktober 1282
- Burkhard av Avesnes-Hennegau[10] 1282 till 29 november 1296
- Gerhard av Rehlingen[11] 1297 till 30 juni 1302

## 1300–nutid
- Reginald av Bar 1302–1316
- Henri, Dauphin of Viennois 1316 till 24 november 1324
- Louis of Poitiers-Valentinois[12] 1325–1327
- Ademar av Monteil 1327 till 12 maj 1361
- Johann III av Vienne 1361–1365
- Dietrich V Bayer av Boppard 1365 till 18 januari 1384
- Peter av Luxemburg 1384 till 2 juli 1387
- Rudolf av Coucy 1388–1415
- Conrad II Bayer av Boppard 1416 till 20 april 1459
- George av Baden 1459 till 11 oktober 1484
- Henri av Lorraine-Vaudemont 1484 till 28 oktober 1505
- John, Kardinal av Lorraine[13] 1505–1543
- Nicholas, Hertig av Mercœur 1543–1548
- John, Kardinal av Lorraine 1548 till 19 maj 1550
- Charles, Kardinal av Lorraine 1550 till 18 maj 1551
- Robert de Lenoncourt[14] 1551 till 25 september 1553
- François Beaucaire de Péguillon 1555–1568
- Louis I, Kardinal av Guise[15] 1568 till 28 mars 1578
- Charles III de Lorraine-Vaudémont[16] 1578 till 24 november 1607
- Anne d'Escars de Givry[17] 1608 till 19 april 1612
- Henri de Bourbon, duc de Verneuil 1612–1652 (siste prins-biskopen)

- Jules Mazarin[18] 1652–1658
- Franz Egon von Fürstenberg 1658–1663
- Wilhelm von Fürstenberg[19] 1663–1668
- Georges d'Aubusson de la Feuillade 1669–1697
- Henri Charles du Cambout de Coislin 1697–1732
- Claude de Saint Simon 1733–1760
- Louis-Jean de Montmorency-Laval [20] 1760–1802
- Nicolas Francin 1792–1802
- Pierre-François Bienaymé 1802–1806
- Gaspard-André Jauffret 1806–1823
- Jacques-François Besson 1824–1842
- Paul Dupont des Loges 1843–1886
- François Fleck 1886–1899
- Willibrord Benzler 1901–1919
- Jean-Baptiste Pelt 1919–1937
- Joseph-Jean Heintz 1938–1958
- Paul-Joseph Schmitt 1958–1987
- Pierre René Ferdinand Raffin, O.P., 1987–2013
- Jean-Christophe André Robert Lagleize, 2013–